# Château de Fontainebleau
Château de Fontainebleau er et fransk slot i Fontainebleau i Seine-et-Marne, ca. 55 km syd for Paris. Slottet, der er det største af de kongelige slotte i Frankrig, blev opført under Frans den 1. og Henrik den 2.. Det har siden 1981 stået på UNESCOs Verdensarvsliste. 
Slottet var i middelalderen et mindre jagtslot. I 1528-1540 blev det udvidet af Gilles le Breton for Frans 1. Det kombinerer den franske renæssancestil med italiensk manierisme. Dermed skabtes Fontainebleaustilen. Slottet har fem fløje, der omslutter fem gårde af forskellig form. 
Slottet har flere gange været centrum for store begivenheder i verdenshistorien. Ludvig 14. underskrev her i 1685 Fontainebleau-ediktet, der tilbagekaldte Nantes-ediktet. Og her underskrev Napoleon i 1814 sin erklæring om at abdicere. 
Slot og park er åbne for offentligheden. En del af slottet huser kunstskolen Écoles d'Art Américaines. Under 2. verdenskrig var det hovedsæde for den tyske besættelsesmagt, og fra 1949 til 1967 var det hovedkvarter for NATO.